# Liste de personnalités nées à Casablanca
Cette page recense les personnes nées avec certitude à Casablanca.

## Acteurs et humoristes
- Abderrahim Tounsi, dit Abderraouf, figure phare du paysage humoristique marocain
- Gad Elmaleh, humoriste et acteur
- Arié Elmaleh, acteur
- Jean Reno, acteur français né de parents espagnols
- Jacques Monod, acteur français
- Mohamed Miftah, acteur et réalisateur
- Nicole Ferroni, humoriste
- Sady Rebbot, comédien de doublage et acteur principal de la série TV Papa Poule
- Joëlle Guigui, comédienne de doublage
- Marion Game, comédienne
- Virginie Ledieu, comédienne de doublage

## Chanteurs
- Caroline Dumas, cantatrice française
- Alain Souchon, chanteur auteur compositeur français
- Cheba Maria, chanteuse
- Nass El Ghiwane, groupe musical
- Amine, chanteur, compositeur
- Brahim El Alami, chanteur, auteur, compositeur
- Jean Schultheis, chanteur, auteur, compositeur français
- Sofia Essaïdi, chanteuse sortie de la Star Academy
- Philippe Chatel, chanteur
- Hatim Idar, chanteur
- Shada Hassoun, chanteuse
- French Montana, rappeur
- El Haqed, rappeur

## Écrivains
- Khireddine Mourad, poète et écrivain marocain
- Pierre Assouline, journaliste et romancier français
- Brice Pelman, journaliste, scénariste, traducteur et romancier français
- Daniel Pennac, écrivain français
- Katherine Pancol, écrivaine française

## Personnalités de la télévision et de la radio
- Sofia Amara, journaliste, grand reporter et réalisatrice
- Alexandre Ruiz, journaliste et animateur télé
- Arthur, animateur télé et producteur
- Bernard Montiel, animateur télé
- Bernard Chabbert, journaliste
- Aline Pailler, animatrice et productrice radio et télé
- Ariel Wizman, musicien, journaliste, animateur de radio et de télévision et comédien
- Valérie Bénaïm, journaliste et animatrice
- Patricia Balme, journaliste
- Hadja Lahbib, journaliste, présentatrice du Téléjournal de la RTBF (Belgique)
- Lamya Ben Malek, influenceuse marocaine
- Fahd El Hachimi, journaliste et animateur de télévision marocain.

## Personnalités du monde de l'entreprise
- Nezha Hayat financière.
- Patrick Drahi Hommes d'affaires, fondateur du groupe Altice

## Personnalités politiques
- Michèle Barzach, ministre de la Santé du gouvernement Chirac 1986-1988
- Taïeb Fassi-Fihri, Conseiller de Sa Majesté Le Roi et ministre des Affaires étrangères et de la Coopération
- Karim Ghellab, ministre des transports et de l'équipement dans le Gouvernement Abbas El Fassi.
- Touria Jebrane Kryatif, ancienne ministre de la Culture dans le Gouvernement Abbas El Fassi.
- Abderrahim Harouchi, ministre marocain du Développement social, de la Famille et de la Solidarité dans le Gouvernement Abbas El Fassi.
- Mohamed Naciri, ministre de la Justice dans le Gouvernement Abbas El Fassi.
- Khalid Naciri, ministre de la communication dans le Gouvernement Abbas El Fassi

## Réalisateurs
- Hind Bensari, réalisatrice de films documentaires.
- Hakim Noury, réalisateur de cinéma.
- Dalila Ennadre, réalisatrice.

## Sportifs
- Georges Damitio, athlète français
- Alain Gottvallès, nageur français
- Guy Forget, joueur de tennis français
- Hicham Arazi, joueur de tennis marocain
- Karim Alami, ancien joueur de tennis marocain
- Larbi Benbarek, ancien footballeur franco-marocain
- Noureddine Naybet, ancien footballeur marocain
- Jean-Paul Bertrand-Demanes, ancien footballeur français
- Salaheddine Bassir, ancien footballeur marocain
- Fathi Jamal, ancien footballeur marocain
- Richard Virenque, cycliste français
- Nawal El Moutawakel, ancienne championne olympique
- Mohamed Benjelloun Touimi, personnalité sportive marocaine
- Mustapha El Haddaoui, ancien footballeur marocain
- Mohamed Massoun, personnalité du football marocain
- Mhamed Fakhir, ancien footballeur marocain
- Aziz Bouderbala, ancien footballeur marocain
- Abdelilah Fahmi, ancien footballeur marocain
- Mouhcine Iajour, joueur international
- Nadir Lamyaghri, gardien de but du WAC et joueur international
- Azzedine Ounahi , Footballeur Professionnel et international Marocain évoluant au poste de Milieu de terrain À ľOlympique de Marseille (France)
- Ismail Elfath, Arbitre de la FIFA connu pour avoir arbitré le match BRÉSIL-CAMEROUN 0-1 en coupe du monde 2022.

## Artistes
- Henri Belolo, producteur des Village People
- Georges Bendrihem, photographe français
- Jean-Charles de Castelbajac, couturier français
- Alber Elbaz, créateur de mode israélo-américain
- Mostafa Nissaboury, poète marocain
- Maurice Ohana, compositeur français
- Richard de Prémare, artiste peintre français
- Abdallah Sadouk, artiste peintre marocain
- Daniel N. Sebban, auteur de bandes dessinées franco-canadien
- Martine Sitbon, couturière française

## Scientifiques
- Merieme Chadid née en 1969, Astronome, Astrophysicienne et Exploratrice Marocaine et Française
- Serge Haroche né en 1944, physicien français
- Rémy Knafou né en 1948, géographe français
- Hasnaa Chennaoui Aoudjehane née en 1964, géochimiste et planétologue marocaine